# Pena de muerte en la Edad Media
A lo largo de la Edad Media, la pena de muerte formaba parte de muchos sistemas penales.

## Bizancio
El Código justiniano mantiene los distintos tipos de penas capitales según el tipo de delito y la clase social del autor, castigando más a los esclavos y clases inferiores. Desaparecen la pena de culleum, la esclavización, y la de luchar contra los gladiadores, aparecen numerosas penas capitales por cuestiones religiosas, sacrilegio, adulterio, posesión de libros heréticos, proselitismo religioso, herejía, etc. La pena por la herejía comenzó a ser la hoguera..
La lista de los delitos capitales era interminable: judíos y cómplices que lapiden a un judío por hacerse cristiano, los que fabrican falsas aleaciones, usurpar los diques del Nilo, notarios que dan inmunidad por fraude, ir a templos paganos y realizar allí sacrificios, hacer grupos de bandoleros con militares, paisanos o bárbaros; esclavos que hicieron violencia, tener esclavos armados, practicar la adivinación; los administradores de los bienes privados, tintorería y tejeduría imperiales que alteren los materiales; deserción; los plagiarios, ser partidario de Nestorio, Eutiques y Apollinar, sacar, o intentarlo, a un refugiado en una iglesia; tribunos o vicarios que hubiesen prestado su propia ejecución o la militar, estando prohibidas, jueces que sustrajeron caudales públicos, arrastrar a un esclavo o ingenuo a una secta; militar que permita salir de la cárcel a falsificadores; el rapto de  vírgenes; los maniqueos; judío que circuncida esclavo, sea este cristiano o no; el que ataque a un refugiado en la iglesia, el que busque u obtenga la tinta sagrada; al que saque a una mujer de su casa por deudas; vender en la playa el trigo del canon público; vender armas o hierros a bárbaros; esclavos que venden a su amo; el recaudador regional o militar que intentan cobrar impuestos indebidos; carceleros que permita la muerte de un preso; plagiarios, autores de libelos infamatorios; vender especies fiscales malversándolas; los que ilícitamente tintan; individuos de condición privada o militares que ocupan un castillo, sin estar su posesión adscrita a ellos; los que infrinjan la prohibición de los contratos sobre las autorizaciones para correr la posta y mercaderías de los animales públicos; herejes; uso indebido del agua de los acueductos; los que penetran violentamente en las iglesias; oficiales que permiten a los monjes retener a los condenados; la mujer que tenga relaciones con su esclavo (se quemaba al esclavo); el judío que intente hacer proselitismo; el que combatió la fe de otro con mala doctrina; leer o poseer libros de Porfirio o Nestorio, raptar virgen, viuda o diaconisa; no cumplir las leyes sobre esclavos cristianos de herejes y paganos; intentar enseñar cosas ilícitas; el que bautiza y/o es bautizado por segunda vez; quien no sea judío y ponga precio a los bienes de éstos; celebrar sacrificios, bautizados que celebran ritos paganos, los que promuevan sediciones o alborotos (Suspender en bienes ajenos el estandarte real; el que tale campos, los que impidan que el trigo llegue al ejército; dar oro a los bárbaros; esclavos que matan a su señor o están en la casa cuando se produce el hecho; iberto acusador de su manumisor y de sus herederos; el que causa muerte con violencia; ener cárcel particular, matar o intentarlo con un puñal a alguien; intentar matar a un niño; descubrir a un hechicero y no entregarlo; violar sepulcros; delito de falsedad; engañar en una acusación; calumniadores; enseñar a los bárbaros el arte de navegar;  intentar apoderarse cualquier cosa que es propiedad del fisco; menospreciar la orden del valor uniforme de los sólidos; adaptar margaritas, esmeraldas y jacintos a las sillas y frenos de los caballos.

## Edad Media en Europa
De manera similar, en la Europa medieval, la pena de muerte se empleaba de manera generalizada. A pesar de lo extendido de su uso, no eran extrañas las proclamas a favor de su reforma. En el siglo XII, el académico sefardí Maimónides escribió: «Es mejor y más satisfactorio liberar a un millar de culpables que sentenciar a muerte a un solo inocente». Maimónides argumentaba que ejecutar a un criminal basándose en cualquier cosa menos firme que una certeza absoluta llevaba a una pendiente resbaladiza de onus probandi decreciente, hasta que al final se estaría condenando a muerte «de acuerdo con el capricho del juez».
En 1184, la Iglesia católica legisló que la quema iba a ser el castigo oficial por herejía. Este decreto fue posteriormente confirmado por el Cuarto Concilio de Letrán en 1215, y el Sínodo de Toulouse en 1229.
El Cuarto Concilio de Letrán de 1215 dispuso que la autoridad civil «puede infligir sin pecado la pena de muerte, siempre que actúe motivada por la justicia y no por el odio y proceda a ella con prudencia y no indiscriminadamente». Unas décadas más tarde el doctor de la Iglesia Tomás de Aquino, en su Suma teológica, legitimará doctrinalmente la aplicación de la «justa pena de muerte» (iuste occidi) a los herejes previa excomunión de estos por parte de la Iglesia, «entregándole al juicio secular para su exterminio del mundo por la muerte». En la misma obra declara, basándose en las palabras de san Pablo (un poco de levadura corrompe toda la masa), que es lícito aplicar también la pena capital a pecadores y delincuentes: «si un hombre es peligroso a la sociedad y la corrompe por algún pecado, laudable y saludablemente se le quita la vida para la conservación del bien común».
En el siglo XIII, los señores de Aragón solo podían ejecutar la pena de muerte por métodos «incruentos» como el hambre y el frío.
En 1348, el Ordenamiento de Alcalá generalizó en Castilla la pena de muerte para el homicidio, modificando con ello los fueros que no lo establecían.
A fines del siglo XIII, las Siete Partidas del rey castellano Alfonso X el Sabio, inspiradas en el Código justiniano, permitían la pena de muerte por decapitación (para los aristócratas), quema (para personas viles), ahorcamiento o echando al criminal a las fieras, pero prohibieron el despeñamiento, y el degollar con una hoz. A los hidalgos se les conmutaba la pena por destierro en ciertos casos. Se mandaba esperar al parto para ajusticiar después a las mujeres embarazadas. Merecían la pena capital delitos como el homicidio, la falsificación de moneda, la prevaricación judicial en causa penal, el falso testimonio, los salteadores, ladrones de Iglesias, los que malversaban fondos públicos, o cometían adulterio, zoofilia, sodomía, la unión de judíos o moros con cristianas, ser descreído de la vida eterna, el proselitismo judío, la ayuda o encubrimiento del homicidio, la traición y ataques a la corona así como el encubrimiento de conspiraciones contra la misma, etc.
Las autoridades civiles quemaron a personas consideradas herejes bajo la Inquisición medieval, incluyendo a Giordano Bruno. El historiador Hernando del Pulgar, contemporáneo de los Reyes Católicos, estimaba que la Inquisición española había quemado en la hoguera a 2000 personas hacia 1490 (cuando se cumplía una década de su implantanción).

## Pueblos precolombinos de América
Entre los aztecas eran delitos capitales el asesinato, traición, aborto, incesto, violación, robo con fractura y adulterio, entre otros. Se aplicaba la pena de muerte de muy diversas maneras (hoguera, horca, ahogamiento, apedreamiento, azotamiento, golpes de palos, degollamiento, empalamiento o desgarramiento del cuerpo, además podía haber aditivos infamantes, incluso contra los familiares). En caso de adulterio  se procedía a la lapidación aunque la mujer era estrangulada previamente. Los guerreros podían escapar de la pena de muerte aceptando un destino permanente en zona fronteriza.